# Copa de la Princesa de Voleibol 2011
La Copa de la Princesa es una competición que se disputa en el voleibol a lo largo de dos días en una misma sede. La competición se lleva disputando durante varios años, siendo esta la IV edición. En esta ocasión, el Pabellón Municipal de Deportes en Salou, España) acogerá un torneo cuya organización corrió a cargo del CV Vall d'Hebron.

## Sistema de competición
La primera fase se lleva a cabo durante la primera ronda de la liga regular o Superliga 2. Los 3 equipos con mayor número de puntos se clasifican por la vía deportiva y el organizador. En caso de que este esté en esas tres plaza, también iría el cuarto clasificado.
Una vez dentro, los equipos juegan un torneo con formato de "Final Four" con semifinales y final. En las semifinales se enfrentan los primeros contra los segundos del otro grupo. Los finalistas se dan cita al día siguiente para conocer quién será el vencedor y por lo tanto el campeón de la competición oficial.

## Equipos participantes
Organizador:
· CV Vall d'Hebron
Equipos de esta edición:
· Voley Murcia
· CVB Barça
· Nuchar Eurochamp Murillo

## Cuadro de la Copa
|  | Semifinales | Semifinales              | Semifinales | Semifinales  | Semifinales | Semifinales | Semifinales |    |           | Final | Final | Final | Final | Final | Final | Final |  |
|  |             |                          |             |              |             |             |             |    |           |       |       |       |       |       |       |       |  |
|  |             |                          |             |              |             |             |             |    |           |       |       |       |       |       |       |       |  |
|  | 3           | CVB Barça                | 22          | 25           | 25          | 25          |             |    |           |       |       |       |       |       |       |       |  |
|  | 3           | CVB Barça                | 22          | 25           | 25          | 25          |             |    |           |       |       |       |       |       |       |       |  |
|  | 1           | CV Vall d'Hebron         | 25          | 22           | 21          | 17          |             |    |           |       |       |       |       |       |       |       |  |
|  | 1           | CV Vall d'Hebron         | 25          | 22           | 21          | 17          |             | 0  | CVB Barça | 23    | 18    | 24    |       |       |       |       |  |
|  |             |                          |             |              |             |             |             | 0  | CVB Barça | 23    | 18    | 24    |       |       |       |       |  |
|  |             |                          | 3           | Voley Murcia | 25          | 25          | 26          |    |           |       |       |       |       |       |       |       |  |
|  | 2           | Nuchar Eurochamp Murillo | 3           | Voley Murcia | 25          | 25          | 26          | 25 | 22        | 25    | 21    | 14    |       |       |       |       |  |
|  | 2           | Nuchar Eurochamp Murillo |             |              |             |             |             | 25 | 22        | 25    | 21    | 14    |       |       |       |       |  |
|  | 3           | Voley Murcia             | 23          | 25           | 17          | 25          | 16          |    |           |       |       |       |       |       |       |       |  |
|  | 3           | Voley Murcia             | 23          | 25           | 17          | 25          | 16          |    |           |       |       |       |       |       |       |       |  |
|  |             |                          |             |              |             |             |             |    |           |       |       |       |       |       |       |       |  |

| Predecesor: Copa de la Princesa 2010 Miranda de Ebro | 'Copa de la Princesa 2011' Salou | Sucesor: Copa de la Princesa 2012 Gijón |